# Atol das Rocas
Atol das Rocas eller Rocasatollen er en atol i det sydlige Atlanterhav (3°52' S 33°49 V). Atollen tilhører delstaten Rio Grande do Norte i Brasilien og ligger 260 kilometer nordøst for Natal og 145 kilometer nord for øen Fernando de Noronha. Atollen blev opdaget i 1503. 
Atol das Rocas har en oval form og er 3,7 km lang og 2,5 km bred. Atollen består hovedsageligt af koraler og rødalger. Koralringen er næsten lukket med en 200 meter bred kanal på nordsiden og en meget smallere kanal på vestsiden. Lagunen er op til 6 meter dyb og har et areal på 7,5 km². Landarealet er på til sammen 0,36 km². Dette består af to småøer på vestsiden, Cemitério og Farol Cay. Det højeste punkt er en seks meter høj sandbanke på den sydlige del af Farol Cay. På begge småøer vokser der græs, buske og nogle få palmer. Dyre- og insektlivet består af blandt andet skildpadder, krabber, sandlopper, store kakerlakker og forskellige fuglearter. I søen rundt om atollen lever hajer og delfiner.
På Farol Cays nordlige del ligger et fyrtårn, som tilhører Brasiliens kystvagt. Fyret har været i drift siden begyndelsen af 1960'erne. Tæt ved siden af ligger ruinerne af et tidligere fyrtårn fra 1933.
Atol das Rocas og søområderne rundt om er i dag et 320 km² stort marinbiologisk reservat. Siden 2001 har reservatet været klassificeret som verdensarv sammen med øen Fernando de Noronha. 